# Reno Wilmots
Reno Wilmots (16 maart 1997) is een Belgisch voetballer die bij voorkeur als middenvelder speelt. Hij stroomde in 2015 door vanuit de jeugd van Sint-Truiden. Hij is een zoon van Marc Wilmots.

## Clubcarrière
Wilmots is afkomstig uit de jeugd van Sint-Truiden. Op 5 december 2015 debuteerde hij in de Jupiler Pro League
tegen KV Oostende. Hij viel na 86 minuten in voor Edmilson Junior. Acht dagen later mocht hij opnieuw invallen, ditmaal tegen AA Gent. Wilmots kwam na 86 minuten in het veld als vervanger van Faycal Rherras.

## Clubstatistieken
| Seizoen | Club              | Land              | Competitie                 | Competitie | Competitie | Beker | Beker | Supercup | Supercup | Europees | Europees | Totaal | Totaal |
| Seizoen | Club              | Land              | Competitie                 | Wed.       | Dlp.       | Wed.  | Dlp.  | Wed.     | Dlp.     | Wed.     | Dlp.     | Wed.   | Dlp.   |
| ------- | ----------------- | ----------------- | -------------------------- | ---------- | ---------- | ----- | ----- | -------- | -------- | -------- | -------- | ------ | ------ |
| 2015/16 | Sint-Truidense VV | Vlag van België   | Jupiler Pro League         | 2          | 0          | 0     | 0     | —        | —        | —        | —        | 2      | 0      |
| 2017/18 | KSV Roeselare     | Vlag van België   | Proximus League            | 1          | 0          | 1     | 0     | —        | —        | —        | —        | 2      | 0      |
| 2017/18 | US Avellino       | Vlag van Italië   | Serie B                    | 6          | 0          | 0     | 0     | —        | —        | —        | —        | 6      | 0      |
| 2018/19 | Carpi FC 1909     | Vlag van Italië   | Serie B                    | 2          | 0          | 0     | 0     | —        | —        | —        | —        | 2      | 0      |
| 2019/20 | AS Bisceglie      | Vlag van Italië   | Serie C                    | 7          | 0          | 2     | 0     | —        | —        | —        | —        | 9      | 0      |
| 2019/20 | ND Triglav        | Vlag van Slovenië | PrvaLiga Telekom Slovenije | 11         | 0          | 0     | 0     | —        | —        | —        | —        | 11     | 0      |
| 2021/22 | URSL Visé         | Vlag van België   | Eerste nationale           | 22         | 2          | 1     | 0     | —        | —        | —        | —        | 23     | 2      |
| 2022/23 | URSL Visé         | Vlag van België   | Eerste nationale           | 32         | 3          | 0     | 0     | —        | —        | —        | —        | 32     | 3      |
| 2023/24 | RFC Luik          | Vlag van België   | Challenger Pro League      | 27         | 3          | 1     | 0     | —        | —        | —        | —        | 28     | 3      |
| 2024/25 | Patro Eisden      | Vlag van België   | Challenger Pro League      | 13         | 1          | 3     | 0     | —        | —        | —        | —        | 16     | 1      |
| Totaal  | Totaal            | Totaal            | Totaal                     | 123        | 9          | 8     | 0     | 0        | 0        | 0        | 0        | 131    | 9      |